# Laserpitium gallicum
Laserpitium gallicum är en flockblommig växtart som beskrevs av Carl von Linné. Laserpitium gallicum ingår i släktet spenörter, och familjen flockblommiga växter.

## Underarter
Arten delas in i följande underarter:
- L. g. paradoxum
- L. g. majoricum

## Bildgalleri

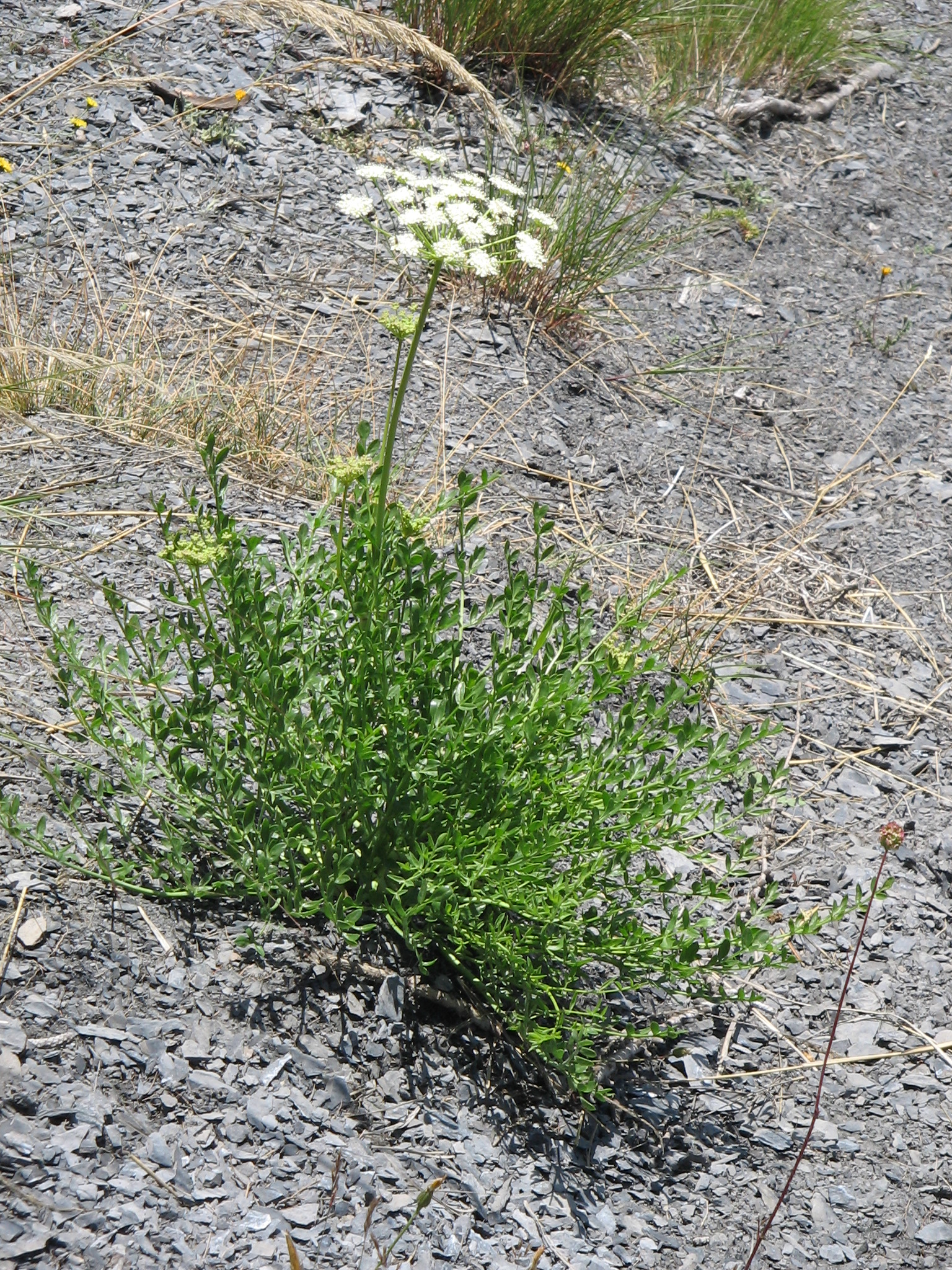